# Саламия (район)
Саламия (араб. سلمية‎) — район (минтака) в составе мухафазы Хама, Сирия. Административным центром является город Саламия.

## География
Находится на востоке мухафазы Хама. На востоке и юге граничит с мухафазой Хомс, на западе с районом Хама, на севере с мухафазой Алеппо, а на северо-востоке с мухафазой Эр-Ракка.

## Административное деление
Район разделён на 5 нахий.
| Нахия          | Административный центр | Население (2004 г.), чел. | Карта |
| -------------- | ---------------------- | ------------------------- | ----- |
| Саламия        | Саламия                | 115 300                   |       |
| Барри-эш-Шарки | Барри-эш-Шарки         | 13 767                    |       |
| Эс-Саан        | Эс-Саан                | 14 366                    |       |
| Саббура        | Саббура                | 21 900                    |       |
| Акерабат       | Акерабат               | 21 004                    |       |